# 부산동암학교
부산동암학교는 부산광역시 연제구 연산동에 위치한 정서 장애 및 지체 장애 학생을 위한 사립 특수학교이다.

## 연혁
- 1981년 3월 6일 : 동암학교로 개교
- 1998년 3월 1일 : 부산동암학교로 변경